# Jungbrunnental
Das Jungbrunnental ist ein vom Landratsamt Rottweil am 10. Oktober 1990 durch Verordnung ausgewiesenes Landschaftsschutzgebiet auf dem Gebiet der Stadt Rottweil.

## Lage
Das Landschaftsschutzgebiet Jungbrunnental liegt nördlich der Rottweiler Stadtteile Göllsdorf und Feckenhausen im Tal des Jungbrunnenbachs.
Das Landschaftsschutzgebiet liegt in der Grabfeld-Formation des Mittleren Keupers. Das anstehende Gestein wird teilweise von Auenlehm und holozänen Abschwemmmassen überlagert.

## Landschaftscharakter
Das Jungbrunnental ist ein Wiesental, das sich Richtung Westen öffnet. Im Norden des Gebiets befindet sich ein Waldbestand. Von Göllsdorf aus führt eine Obstbaumallee (Jungbrunnenstraße) durch das Gebiet. Die Landschaft wird von einigen Feldhecken und Feldgehölze strukturiert. Im Süden befindet sich am Ortsrand von Göllsdorf der Rest einer ehemaligen Wacholderheide.

## Zusammenhängende Schutzgebiete
An das Gebiet grenzt im Westen das Naturschutzgebiet Linsenbergweiher an. Im Süden grenzt das Landschaftsschutzgebiet Wacholderheide Dissenhorn an. Der südliche Teil des Gebiets gehört zum FFH-Gebiet Prim-Albvorland.